# Julie Lengweiler
Julie Lengweiler (* 6. November 1998) ist eine Schweizer Volleyballnationalspielerin.

## Karriere
Lengweiler begann ihre Karriere bei Volley Aadorf. 2015 wechselte sie zum VBC Voléro Zürich. Beim Volley Masters 2016 in Montreux gab sie ihr Debüt in der Schweizer Nationalmannschaft. Von 2018 bis 2021 spielte sie bei Neuchâtel Université Club Volleyball. Mit Zürich und Neuchâtel wurde Lengweiler insgesamt fünfmal Schweizer Meisterin. In der Saison 2021/22 gewann sie mit Pölkky Kuusamo den finnischen Cup und die Meisterschaft. 2022/23 kamen mit Tenerife Libby’s La Laguna der spanische Cupsieg und die Vizemeisterschaft hinzu. Mit der Schweiz nahm Lengweiler an der Europameisterschaft 2023 teil. In der Saison 2023/24 spielte sie zunächst bei Aris Thessaloniki. Während der Saison wechselte sie nach Frankreich zu Pays d’Aix Venelles. Dabei änderte sie auch ihre Position vom Diagonal- zum Aussenangriff. 2024 wurde sie vom deutschen Bundesligisten Dresdner SC verpflichtet. Mit diesem Club gewann sie 2025 den DVV-Pokal und wurde Vizemeisterin der deutschen Bundesliga. In der Saison 2025/26 wird sie für Moya Radomka Radom in Polen spielen.

## Familie und Ausbildung
Lengweilers Mutter, die auch ihre erste Trainerin war, stammt aus den Niederlanden. Ihre jüngeren Geschwister Amélie und Alexander spielen ebenfalls professionell Volleyball.
Lengweiler besuchte das Kunst- und Sportgymnasium Rämibühl in Zürich und schloss dieses 2018 mit der Matura ab.